# Tyrone Lapidos
Tyrone Lapidos es un deportista suazi que compitió en taekwondo. Ganó una medalla de plata en los Juegos Panafricanos de 1987 en la categoría de –70 kg.

## Palmarés internacional
| Juegos Panafricanos | Juegos Panafricanos | Juegos Panafricanos | Juegos Panafricanos |
| Año                 | Lugar               | Medalla             | Categoría           |
| ------------------- | ------------------- | ------------------- | ------------------- |
| 1987                | Nairobi (Kenia)     | Medalla de plata    | –70 kg              |